# 트라카이구

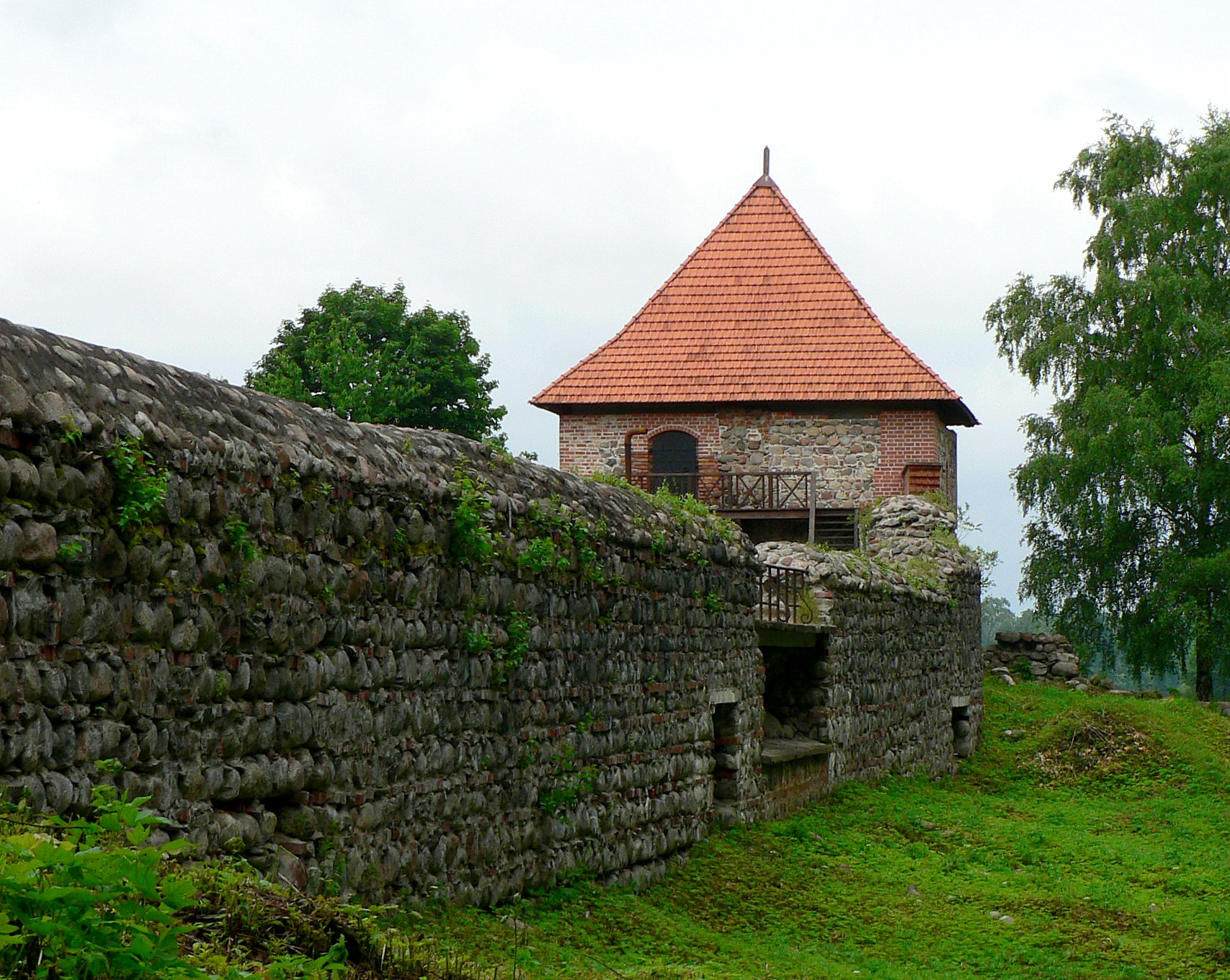
트라카이성

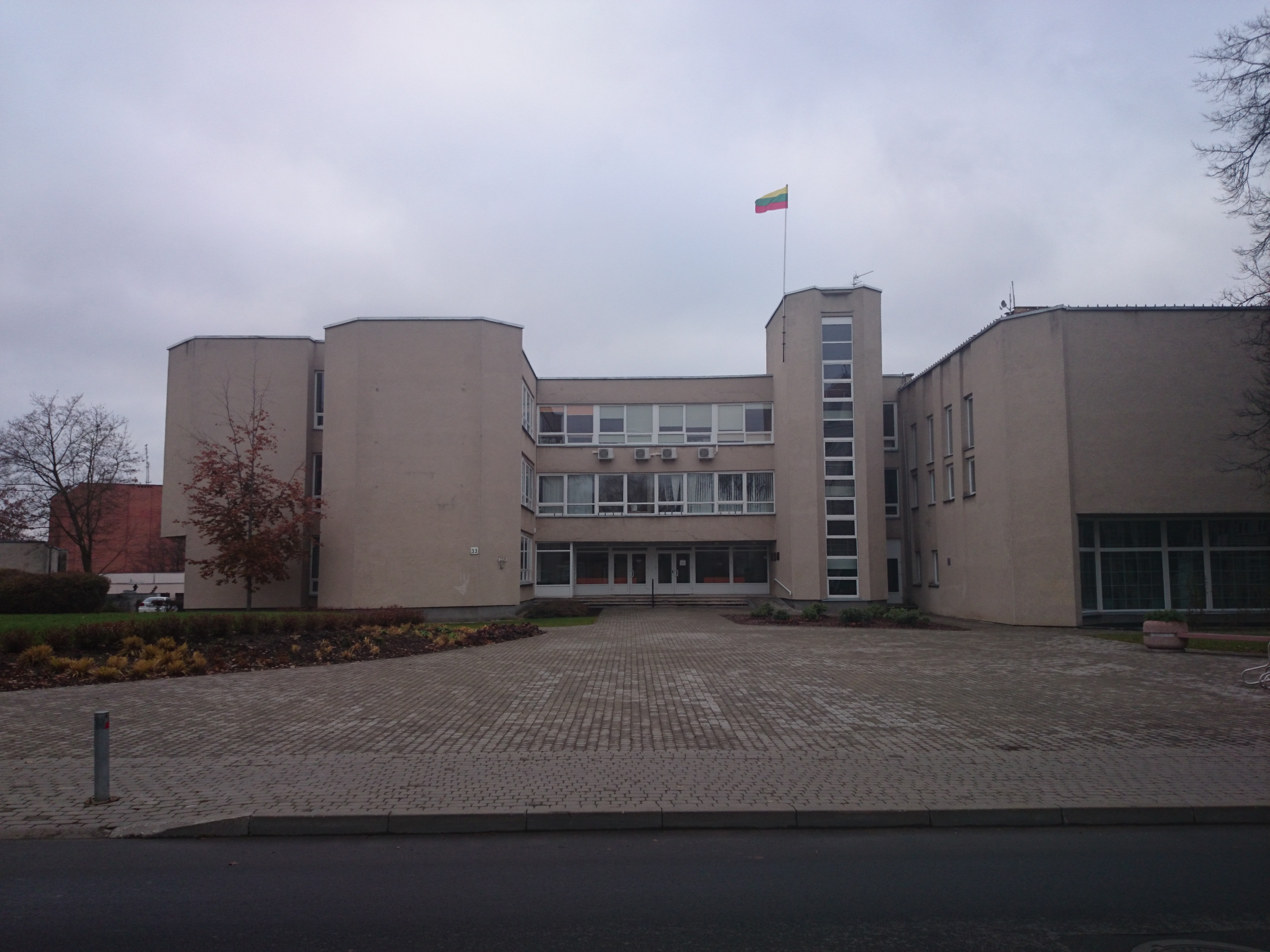
트라카이 시청

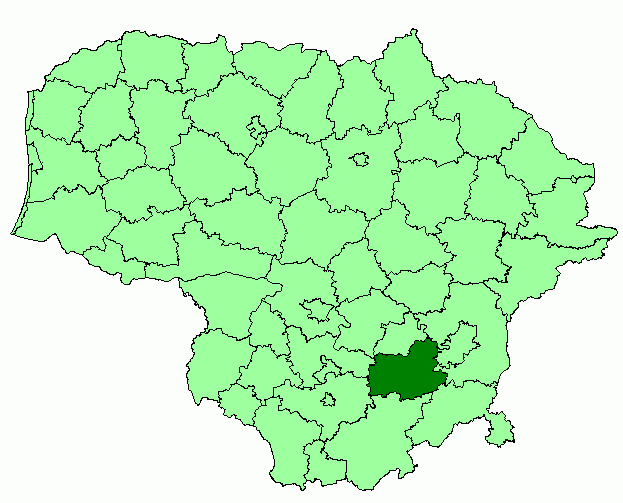
트라카이구의 위치

트라카이구(리투아니아어: Trakų rajono savivaldybė)는 리투아니아 빌뉴스주를 구성하는 8개 지방 자치체 가운데 하나로 행정 중심지는 트라카이이며 면적은 1,207km2, 인구는 33,437명(2015년 기준), 인구 밀도는 27.7명/km2이다. 8개 장로구를 관할한다. 빌뉴스주 엘렉트레나이시, 빌뉴스구, 빌뉴스시, 샬치닝카이구, 알리투스주 바레나구, 알리투스구, 카우나스주 프리에나이구, 카이샤도리스구와 접한다.

지방 자치체 문장